# Pozuelo de Calatrava
Pozuelo de Calatrava ist ein zentralspanischer Ort und eine Gemeinde (municipio) mit 3.894 Einwohnern (Stand: 2024) im Zentrum der Provinz Ciudad Real in der autonomen Region Kastilien-La Mancha.

## Lage und Klima
Pozuelo de Calatrava liegt in der weitgehend ebenen und wasserarmen Landschaft von La Mancha knapp 13 km (Fahrtstrecke) südöstlich der Provinzhauptstadt Ciudad Real bzw. ca. 210 km südlich von Madrid in einer Höhe von ca. 630 m. Durch die Gemeinde fließt der Río Jabalón. Im Gemeindegebiet liegt der Flugplatz Pozuelo de Calatrava.
Das Klima ist gemäßigt bis heiß; der eher spärliche Regen (ca. 420 mm/Jahr) fällt – mit Ausnahme der zumeist eher trockenen Sommermonate – verteilt übers Jahr.

## Bevölkerungsentwicklung
| Jahr      | 1970 | 1981 | 1991 | 2001 | 2011 | 2021 |
| Einwohner | 2365 | 2347 | 2355 | 2576 | 3204 | 3623 |

Trotz der Mechanisierung der Landwirtschaft, der Aufgabe bäuerlicher Kleinbetriebe („Höfesterben“) und dem daraus resultierenden Verlust von Arbeitsplätzen ist die Einwohnerzahl der Gemeinde in der zweiten Hälfte des 20. Jahrhunderts nur leicht gesunken.

## Sehenswürdigkeiten

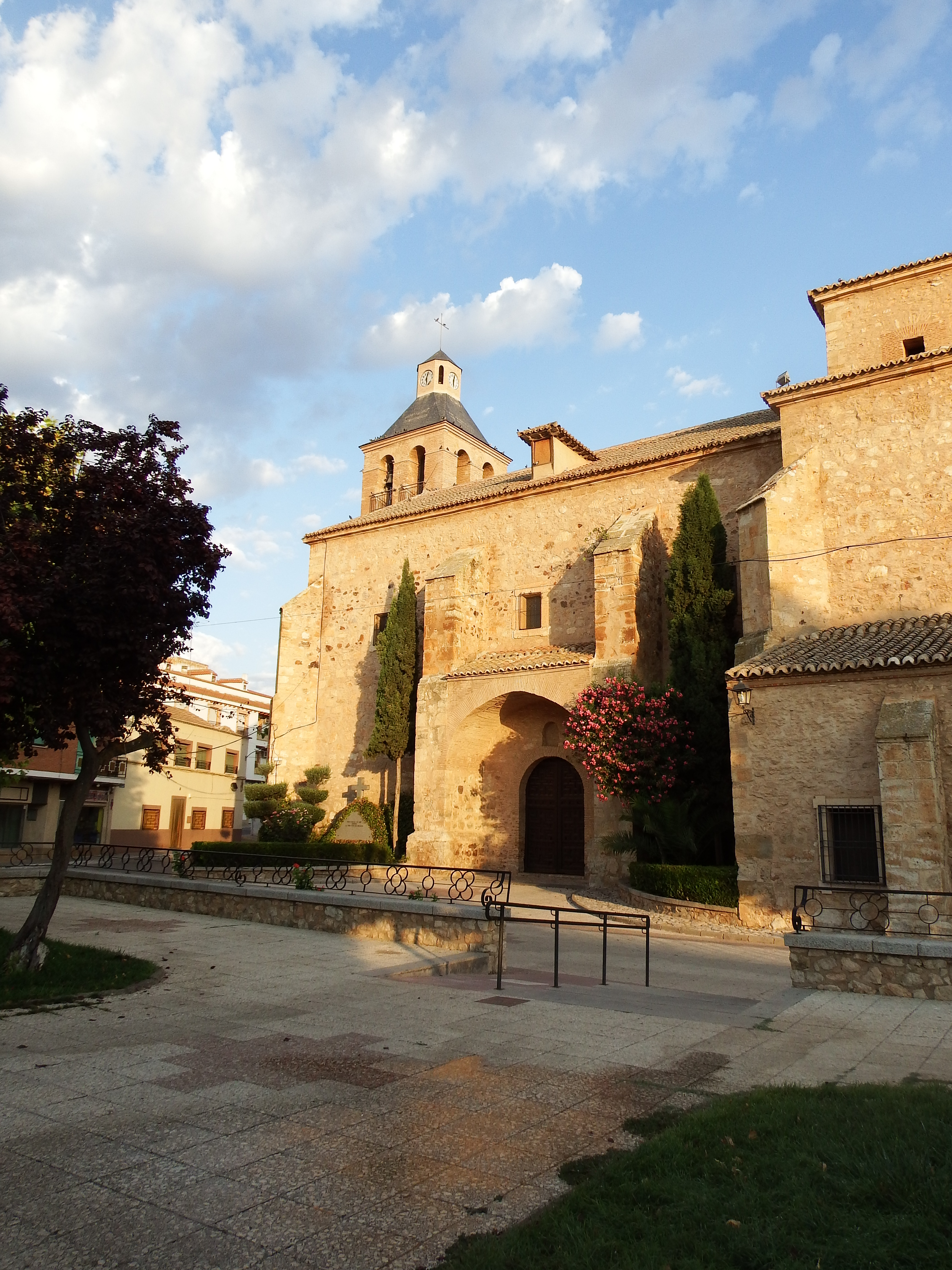
Johannes-der-Täufer-Kirche
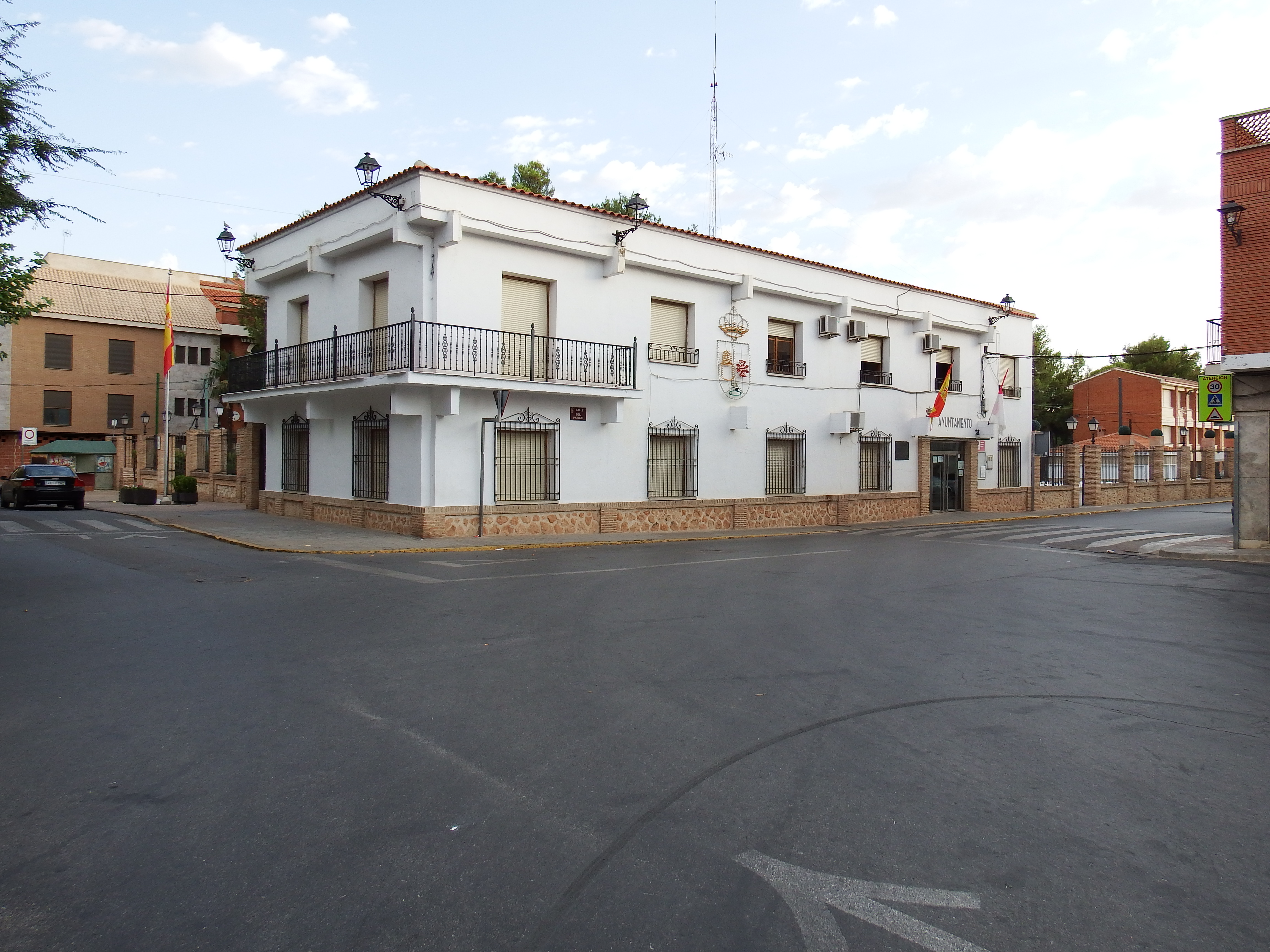
Rathaus

- Johannes-der-Täufer-Kirche
- Rathaus

## Persönlichkeiten
- José María de la Fuente (1855–1932), Entomologe
- Jimena Laguna Contreras (* 2000), Handballspielerin